# Indohya jacquelinae
Indohya jacquelinae – gatunek zaleszczotka z rodziny Hyidae.

## Taksonomia
Gatunek został opisany w 2007 roku przez Marka S. Harveya i Ericha S. Volschenka.

## Występowanie
Gatunek ten jest endemitem Madagaskaru i jedynym znanym, madagaskarskim przedstawicielem swojego rodzaju. Znany wyłącznie z rejonu miejscowości Beforona.